# Pejdžer
Pejdžer ili dojavljivač također poznat kao biper bežični je telekomunikacijski uređaj koji prima i prikazuje alfanumeričke ili glasovne poruke. Jednosmjerni pejdžeri mogu primati samo poruke, dok pejdžeri s odgovorima i dvosmjerni pejdžeri također mogu potvrditi primanje i odgovoriti na poruke pomoću internog odašiljača.
Pejdžeri rade kao dio sustava dojavljivanja koji uključuje jedan ili više fiksnih odašiljača (ili u slučaju dojavljivača i dvosmjernih dojavljivača, jednu ili više baznih stanica), kao i određeni broj dojavljivača koje nose mobilni korisnici. Ovi sustavi mogu biti u rasponu od sustava restorana s jednim odašiljačem male snage, do nacionalnog sustava s tisućama baznih stanica velike snage.
Razvijani su 1950-ih i 1960-ih i postali su široko korišteni od 1980-ih do kasnih 1990-ih i ranih 2000-ih. Kasnije u 21. stoljeću, široka dostupnost mobitela i pametnih telefona s mogućnošću slanja tekstualnih poruka uvelike je smanjila proizvodnju pejdžera. Unatoč tome, neke hitne službe i osoblje za javnu sigurnost i dalje koriste pejdžere jer preklapanje pokrivenosti modernih dojavnih sustava, u kombinaciji s upotrebom satelitskih komunikacija, može učiniti dojavne sustave pouzdanijima od zemaljskih mobilnih mreža u nekim slučajevima, uključujući prirodnih katastrofe. Ova otpornost je dovela do toga da agencije za javnu sigurnost usvoje pejdžere umjesto mobilnih i drugih komercijalnih usluga za kritične poruke.

## Napadi
Dana 17. rujna 2024. godine oko 2800 osoba, uglavnom članova Hezbollaha, ozlijeđeno je u masovnoj eksploziji pejdžera koji su korišteni za komunikaciju u Libanonu; nešto manje osoba ozlijeđeno je u Siriji. Bilo je i poginulih. Dan kasnije došlo je do slične ali slabije eksplozije voki-tokija.